# ATC N04 – A Parkinson-kór gyógyszerei
Az ATC N04 – A Parkinson-kór gyógyszerei a gyógyszerek anatómiai, gyógyászati és kémiai osztályozási rendszerének (ATC) egyik alcsoportja.
| ATC N   | Idegrendszer                   |
| ------- | ------------------------------ |
| ATC N01 | Érzéstelenítők                 |
| ATC N02 | Analgetikumok                  |
| ATC N03 | Antiepileptikumok              |
| ATC N04 | Parkinson-kór gyógyszerei      |
| ATC N05 | Pszicholeptikumok              |
| ATC N06 | Pszichoanaleptikumok           |
| ATC N07 | Idegrendszer egyéb gyógyszerei |

## N04A Antikolinerg szerek

### N04AA Tercieraminok
| N04AA01 | Trihexifenidil          | Trihexyphenidyl | Trihexyphenidyli hydrochloridum |
| N04AA02 | Biperidén               | Biperiden       | Biperideni hydrochloridum       |
| N04AA03 | Metixén                 | Metixene        | Metixeni hydrochloridum         |
| N04AA04 | Prociklidin-hidroklorid | Procyclidine    |                                 |
| N04AA05 | Profénamin              | Profenamine     |                                 |
| N04AA08 | Dexetimid               | Dexetimide      |                                 |
| N04AA09 | Fenglutárimid           | Phenglutarimide |                                 |
| N04AA10 | Mazatikol               | Mazaticol       |                                 |
| N04AA11 | Bornaprin               | Bornaprine      |                                 |
| N04AA12 | Tropatepin              | Tropatepine     |                                 |

### N04AB Azantihisztaminokkalkémiailag rokon éterek
N04AB01 Etanautine
N04AB02 Orphenadrine (chloride)

### N04ACTropin-éterek vagy tropin-származékok
N04AC01 Benzatropine
N04AC30 Etybenzatropine

## N04B Dopaminerg szerek

### N04BA DOPA és DOPA-származékok
N04BA01 Levodopa
N04BA02 Levodopa és dekarboxiláz inhibitor
N04BA03 Levodopa, dekarboxiláz inhibitor és COMT inhibitor
N04BA04 Melevodopa
N04BA05 Melevodopa és dekarboxiláz inhibitor
N04BA06 Etilevodopa és dekarboxiláz inhibitor

### N04BBAdamantán-származékok
| N04BB01 | Amantadin | Amantadine | Amantadini hydrochloridum |

### N04BC Dopamin agonisták
| N04BC01 | Bromokriptin               | Bromocriptine                | Bromocriptini mesilas      |
| N04BC02 | Pergolid                   | Pergolide                    | Bromocriptini mesilas      |
| N04BC03 | Dihidroergokriptin-mezilát | Dihydroergocryptine mesylate |                            |
| N04BC04 | Ropinirol                  | Ropinirole                   |                            |
| N04BC05 | Pramipexol                 | Pramipexole                  |                            |
| N04BC06 | Kabergolin                 | Cabergoline                  | Cabergolinum               |
| N04BC07 | Apomorfin                  | Apomorphine                  | Apomorphini hydrochloridum |
| N04BC08 | Piribedil                  | Piribedil                    |                            |
| N04BC09 | Rotigotin                  | Rotigotine                   |                            |

### N04BD Monoamin-oxidáz-B gátlók
| N04BD01 | Szelegilin | Selegiline | Selegilini hydrochloridum |
| N04BD02 | Razagilin  | Rasagiline |                           |

### N04BX Egyéb dopaminerg szerek
| N04BX01 | Tolkapon  | Tolcapone  |
| N04BX02 | Entakapon | Entacapone |
| N04BX03 | Budipin   | Budipine   |